# Elana Eden
Elana Eden (hebr. אילנה עדן), właśc. Elana Lani Cooper (ur. 1 maja 1940 w Bat Jam) – izraelska aktorka filmowa, telewizyjna i teatralna. Wystąpiła w tytułowej roli w amerykańskiej megaprodukcji z 1961 roku Historia Rut.

## Życiorys
Eden urodziła się jako Elana Lani Cooper w Bat Jam – niedużej, założonej w latach 20. XX wieku przez ortodoksyjnych Żydów osadzie nad Morzem Śródziemnym, która wraz z szybkim rozwojem państwa izraelskiego stała się z czasem częścią metropolii Tel Awiwu. Jej ojciec Cwi Cooper pochodził z Białegostoku, a matka Jehudit spod Kijowa. Była najmłodszym z trojga rodzeństwa – brata Moti i siostry Tamar. Ukończyła szkołę średnią w lokalnym kibucu, gdzie nauczyła się angielskiego. W wieku 15 lat, po obejrzeniu sztuki Pigmalion George’a Bernarda Shawa, postanowiła zostać aktorką. Uwieńczeniem jej starań w tym kierunku było otrzymanie stypendium Habimy i udany debiut w sztuce Lizystrata, w której przedstawieniach wystąpiła ponad 50 razy na terenie całego Izraela.
Po odbyciu służby wojskowej (w Izraelu obowiązkowej również dla kobiet), w 1957 roku była jedną z finalistek castingu do głównej roli w filmie Pamiętnik Anny Frank. Ostatecznie wybrano do tej roli Millie Perkins, jednak trzy lata później, kiedy w 1960 roku producent Samuel G. Engel poszukiwał aktorki do tytułowej roli swojego najnowszego nowego filmu o tematyce biblijnej pt. Historia Rut, to właśnie na nią zwrócił swoją uwagę. Po skrupulatnym castingu w Hollywood, Elana otrzymała tę rolę jako jedna spośród 29 kandydatek. Ponieważ jednak jej nazwisko – Cooper nie brzmiało zbyt żydowsko, dla potrzeb marketingowych zmuszona była wystąpić pod nazwiskiem Eden, które zachowała na potrzeby filmu, aż do końca swojej krótkiej kariery.
Rola Rut przyniosła jej uznanie krytyków i entuzjastyczne recenzje. Był to jednak koniec jej krótkiej kariery – w kolejnych latach wystąpiła już tylko w jednym filmie i kilku serialach telewizyjnych. Były to drugorzędne produkcje i epizodyczne role u boku mało znanych aktorów. Z końcem lat 60. porzuciła aktorstwo i nie udziela się scenicznie.

## Życie prywatne
W latach 1962–1965 była zamężna z izraelskim pisarzem Nissimem Alonim. Związek ten zakończył się rozwodem. W 1969 roku poślubiła amerykańskiego kompozytora Freda Myrowa, z którym przez następne 30 lat, aż do jego śmierci w styczniu 1999 roku, tworzyła udany związek. Mieli trzy córki Rachael, Shire i Neorę.

## Filmografia

### Kino
- 1960 – Historia Rut – Rut
- 1968 – [[[Einer spielt falsch]] – Hadassa

### TV
- 1960 – This Is Your Life – samą siebie
- 1961 – Adventures in Paradise – Shasme Hasmar
- 1961 – The Barbara Stanwyck Show – Anna
- 1968 – The Name of the Game – ?